# Varahamihira
Varahamihira ou Varāhamihira (505-587 dC), também chamado de Varaha ou Mihir, foi um astrônomo, matemático e astrólogo indiano que viveu em Ujjain. Nasceu na região de Avanti (Índia), que corresponde aproximadamente a moderna Malwa, filho de Aditya Dasa, que era também um astrônomo. De acordo com uma de suas próprias obras, ele foi educado em Kapitthaka. Ele é considerado como um dos nove jóias (Navaratnas) da corte do lendário governante Vikramaditya Yashodharman de Malwa.